# Bīdarashān
Bīdarashān (persiska: بيدَرَشان, بِرَشان, بیدرشان) är en ort i Iran.   Den ligger i provinsen Kurdistan, i den nordvästra delen av landet, 400 km väster om huvudstaden Teheran. Bīdarashān ligger 1 739 meter över havet och antalet invånare är 135.
Terrängen runt Bīdarashān är kuperad.Runt Bīdarashān är det ganska tätbefolkat, med 60 invånare per kvadratkilometer. Närmaste större samhälle är Shāhīdar, 10,2 km söder om Bīdarashān. Trakten runt Bīdarashān består i huvudsak av gräsmarker.